# Reinsdorf, Zwickau
Reinsdorf là một đô thị thuộc huyện Zwickau, bang Sachsen, nước Đức.